# Bro distrikt, Värmland
Bro distrikt är ett distrikt i Säffle kommun och Värmlands län. Distriktet ligger omkring Värmlandsbro på nordöstra delen av halvön Värmlandsnäs i södra Värmland, vid Vänern. 

## Tidigare administrativ tillhörighet
Distriktet inrättades 2016 och utgörs av Bro socken i Säffle kommun.
Området motsvarar den omfattning Bro församling hade vid årsskiftet 1999/2000.

## Tätorter och småorter
I Bro distrikt finns en tätort och en småort.

### Tätorter
- Brotorp

### Småorter
- Värmlandsbro